# Simon Gillett
Simon James Gillett (* 6. November 1985 in Oxford) ist ein englischer Fußballspieler, der seit 2012 beim englischen Zweitligisten Nottingham Forest unter Vertrag steht. Aktuell spielt er auf Leihbasis bei Bristol City.

## Spielerkarriere

### FC Southampton
Der aus der Jugendakademie des FC Southampton stammende Simon Gillett bestritt am 1. Oktober 2005 sein erstes Ligaspiel für den FC Walsall in der drittklassigen Football League One. Sein erstes Pflichtspiel für Southampton absolvierte er am 28. Januar 2006 in der vierten Runde des FA Cup 2005/06 (1:0 bei Leicester City). Die Saison 2006/07 verbrachte Gillett (31 Ligaspiele/1 Tor) auf Leihbasis beim drittklassigen FC Blackpool (Zwischenzeitlich unterbrochen durch einen gut einmonatigen Wechsel zum AFC Bournemouth). Mit seinem neuen Verein zog er am Saisonende ins Play-off-Finale ein und besiegte vor 59.313 in Wembley Yeovil Town mit 2:0. In der Football League Championship 2007/08 kam Simon Gillett am 11. März 2008 zu seinem ersten Ligaspiel für den FC Southampton. Eine Saison später etablierte er sich in der Mannschaft seines Heimatvereins und bestritt 27 Ligaspiele, stieg jedoch am Saisonende mit seinem Team in die dritte Liga ab. In der entscheidenden Schlussphase der Saison fehlte er seiner Mannschaft aufgrund einer Knieverletzung.

### Doncaster Rovers
Am 12. Oktober 2009 wechselte der 23-jährige Mittelfeldspieler auf Leihbasis zum Zweitligisten Doncaster Rovers und bestritt elf Ligaspiele in der Football League Championship 2009/10. Nach seiner Rückkehr nach Southampton zog er mit seinem Team ins Finale der Football League Trophy ein. Vor 73.476 Zuschauer in Wembley besiegte der FC Southampton Carlisle United deutlich mit 4:1. Da sein auslaufender Vertrag in Southampton nicht verlängert wurde, unterzeichnete er am 8. Juli 2010 einen Zweijahresvertrag bei den von Sean O’Driscoll trainierten Doncaster Rovers, für die er in der Vorsaison bereits auf Leihbasis agiert hatte. In der Football League Championship 2010/11 bestritt er 22 Ligaspiele und sicherte sich mit seiner Mannschaft knapp den Klassenerhalt. 2011/12 kam Gillet in allen 46 Ligaspielen zum Einsatz, stieg mit den Rovers jedoch als Tabellenletzter aus der zweiten Liga ab.

### Nottingham Forest
Am 4. August 2012 unterzeichnete der ablösefreie Simon Gillett einen Zweijahresvertrag bei Nottingham Forest.